# Axel Lagerfelt
Gustaf Axel Emanuel Lagerfelt, född 25 augusti 1877 på Lagerlunda, Kärna socken, död 11 mars 1958 i Linköping, var en svensk friherre och general.

## Biografi
Axel Lagerfelt var son till kabinettskammarherren Gustaf Lagerfelt. Han blev volontär vid Svea artilleriregemente 1894 och avlade mogenhetsexamen vid Linköpings högre allmänna läroverk 1895. Efter officersexamen 1897 blev han underlöjtnant vid Svea artilleriregemente och genomgick därefter Artilleri- och ingenjörhögskolans allmänna artillerikurs och högre artillerikursen. 1902-1904 tjänstgjorde han som repetitör vid Artilleri- och ingenjörhögskolan och befordrades 1903 till löjtnant. Han vistades 1900 en längre period i Frankrike, 1903 i Tyskland och 1906 i Ryssland där han studerade språket. Lagerfelt var 1906-1909 artilleristabsofficer och 1909-1915 lärare i artilleri vid Artilleri- och ingenjörhögskolan och arbetade 1912-1916 med ett uppdrag att utarbeta en lärobok i ämnet för skolan. 1911 befordrades han till kapten. Lagerfelt följde 1915 Österrike-Ungerns operationer i Serbien och vid Isonzofronten. Han blev 1918 överadjutant och major vid generalstaben, tjänstgjorde som stabschef vid VI. arméfördelningen 1918-1921 och blev 1920 major vid Norrlands artilleriregemente och 1921 vid Positionsartilleriregementet. 1922 tjänstgjorde Lagerfelt ett halvår vid franska armén. 1922-1930 var han chef för Artilleri- och ingenjörhögskolan och befordrades 1923 till överstelöjtnant och 1926 till överste i armén. Lagerfelt blev 1927 överstelöjtnant vid Positionsartilleriregementet, 1928 överstelöjtnant vid Smålands arméartilleriregemente och 1930 överste och chef för Bodens artilleriregemente samt artilleribefälhavare i Bodens fästning. Han var från 1933 tillförordnad och 1935 ordinarie kommendant vid Bodens fästning. Lagerfelt befordrades 1936 till generalmajor i armén. Han erhöll 1937 avsked ur aktiv tjänst och 1947 ur generalitetets reserv.
Axel Lagerfelt var från 1922 ledamot av Krigsvetenskapsakademien.